# Justizpalast (Ljubljana)

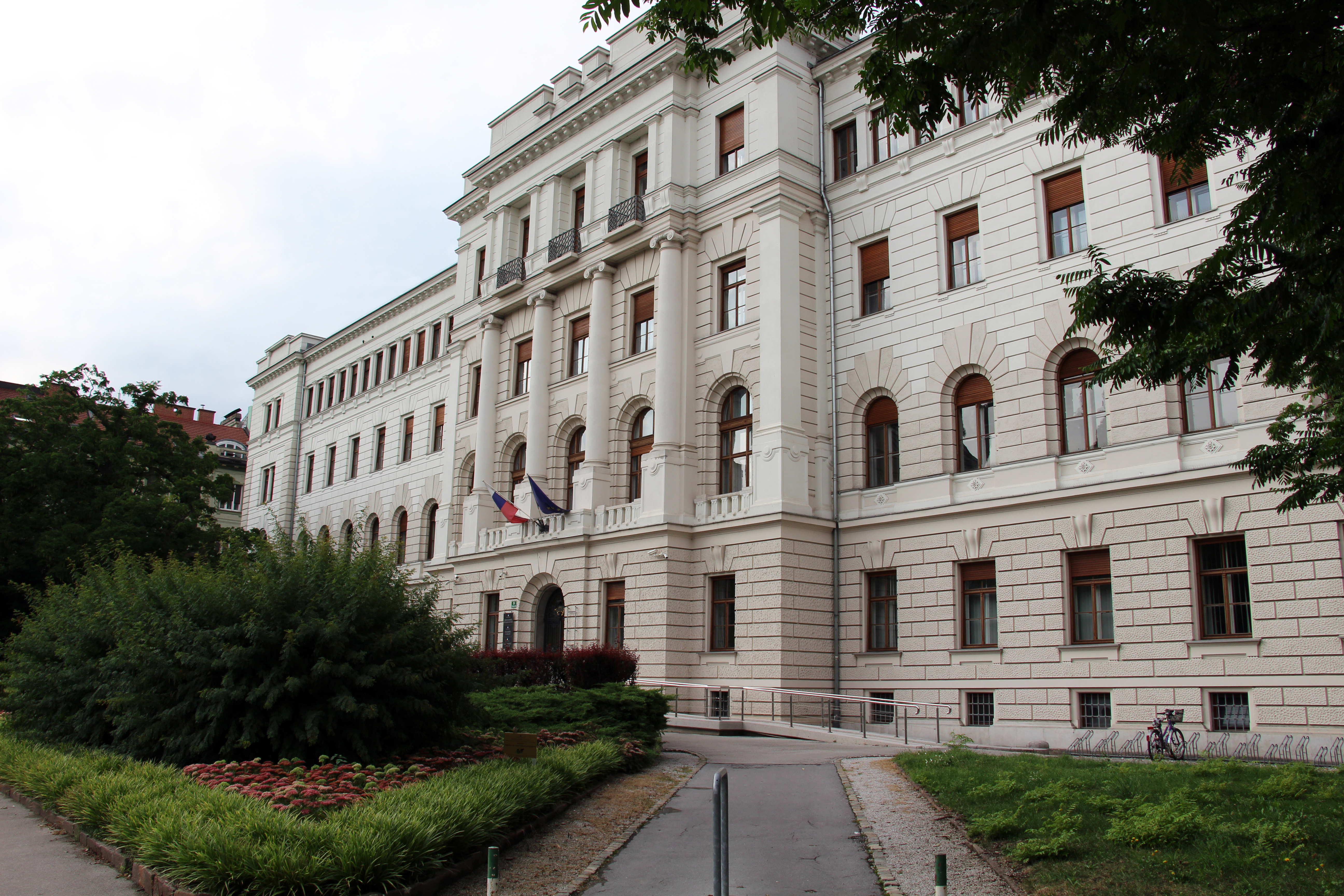
Justizpalast Ljubljana

Der Laibacher Justizpalast (slowenisch Sodna palača, wörtlich Gerichtspalast) ist ein neoklassizistisches Gebäude im Stadtbezirk Center von Ljubljana, der Hauptstadt Sloweniens. Der Gebäudekomplex liegt im Norden des Miklošič-Parks zwischen den Straßen Tavčarjeva ulica im Süden, Miklošičeva cesta im Osten Cigaletova ulica im Westen und Trdinova ulica im Norden.
Der Justizpalast ist Sitz des Obersten Gerichtshofs der Republik Slowenien (Vrhovno sodišče Republike Slovenije), des Obergerichtes Ljubljana (Višja sodišča v Ljubljani) und des Bezirksgerichts Ljubljana (Okrajna sodišča v Ljubljani). Auf der Rückseite des Gebäudekomplexes an der Trdinova ulica befindet sich die Polizeistation Ljubljana Center.

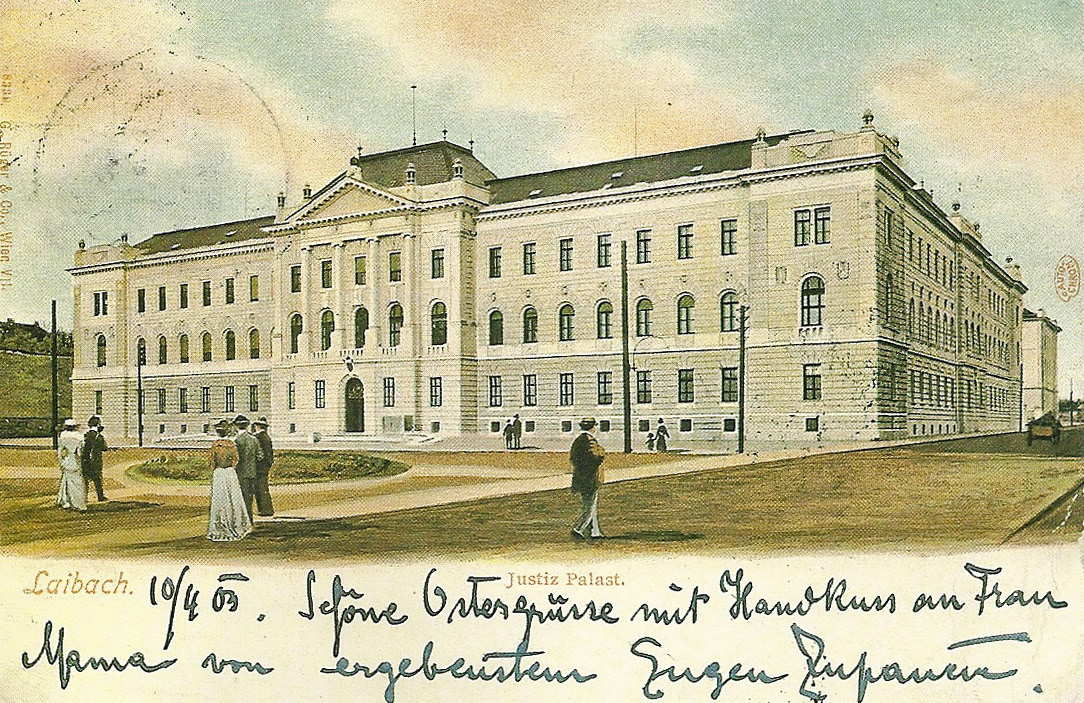
Justizpalast Laibach vor 1903

## Geschichte
In der zweiten Hälfte des 19. Jahrhunderts befanden sich auf dem Gelände des heutigen Gerichtspalastes, Wiesen und Gärten, während die Justizgebäude im südlichen Teil der Stadt verstreut waren. Infolge des Erdbebens in Ljubljana im Jahr 1895 wurden viele dieser Bauwerke beschädigt oder zerstört, sodass man den Bau des Justizpalastes am damaligen Stadtrand beschloss. Der Bau des zweistöckigen Palastes begann 1898 oder 1899 nach Plänen eines unbekannten Architekten und wurde vom Wiener Architekten Anton von Spindler geleitet. 1902 wurden das Hauptgebäude und die Gärten auf der Rückseite des Gebäudes genutzt, wo sich Gefängnisgebäude befand. In den folgenden Jahren wurde vor dem Justizpalast der Slowenische Platzes (heute Miklošič-Park) angelegt.
Die erste größere Renovierung wurde 1941 durchgeführt. Nach dem Ende des Zweiten Weltkriegs wurde beschlossen, das Gebäude wieder aufzubauen. Von 1947 bis 1953 wurde der Palast nach Plänen des slowenischen Architekten Josip Costaperaria durch Aufstockung um ein Stockwerk vergrößert. Gleichzeitig wurde die Fassade im Stil der Neoklassik verändert.